# Yoga Nidra
Yoga Nidra ist eine Yoga-Technik, mit der tiefere Bewusstseinsschichten erreicht werden sollen. Durch völlige Tiefenentspannung bei klarem Bewusstsein soll ein psychischer Schlaf erreicht werden.

## Wesen
Das Wort Nidra kommt aus dem Sanskrit und bedeutet „Schlaf“ oder „Nicht-Bewusstheit“. Yoga Nidra ist eine Übung der Tiefenentspannung, deren Wirkungen über die gewohnte Vorstellung von Entspannung hinausgehen soll. Es handelt sich um eine Art psychischen Schlaf, in dem körperliche, geistige und seelische Aktivitäten zur Ruhe kommen sollen. Es ist damit mehr als eine Entspannungsübung, enthält aber keine Körperübungen. Es soll dem Körper Frische bringen und das Gehirn in einen Zustand vollbewusster Ruhe bringen. Durch die Tiefenentspannung sollen nicht nur allgemeine Leiden wie Stress und Nervosität abgebaut werden können, sondern die im Unbewussten liegenden Kräfte sollen ins Bewusstsein gehoben werden.

## Begründer
Die Methode bzw. Übung des Yoga Nidra gründet auf alten tantrischen Überlieferungen. Swami Satyananda Saraswati, der Begründer der Bihar School of Yoga in Munger (Indien), studierte tantrische Schriften und entwickelte aus den komplizierten und zeitaufwendigen Praktiken ein neues System, das heutigen Bedürfnissen angepasst sein soll. Es soll von jedem angewendet werden können, unabhängig von Alter, Religion oder Kultur.

## Philosophie
Die grundlegende Philosophie hinter Yoga Nidra ist, dass Schlaf oder Nicht-Bewusstheit nicht nur der vorherrschende Zustand in der Nacht sind, sondern das ganze Leben prägen. Obwohl das Leben im Hier und Jetzt stattfinde, seien Gedanken meist in der Vergangenheit oder in der Zukunft. Beim Schlaf sei man dagegen frei von Ängsten, Sorgen, Problemen, Stress und Überforderung. Die Übung Yoga Nidra wird als Weg gesehen, einen größeren Zugang zum Bewusstsein zu erlangen.
Eine tiefe und vollkommene Entspannung werde erlangt, wenn man wachsam und bewusst zwischen Wachen und Schlafen im Alpha-Zustand verharre. Der Alpha-Zustand lässt sich üblicherweise während der kurzen Übergangsphase zwischen Wachsein und Schlafen beobachten. Auf dieser Grenzlinie entstehe der Yoga-Nidra-Zustand. Er soll wirkungsvoller und wohltuender als der normale Schlaf sein, viele Störungen und Krankheiten heilen und Pforte zu einer höheren Bewusstseinsebene sein. Mit Yoga Nidra soll man in Kontakt zu der Quelle der Selbsterkenntnis und der Inspiration kommen, die in jedem von uns ruhe.

## Die Yoga-Nidra-Übung
Yoga Nidra hat einen vorgegebenen systematischen Ablauf. Die Übung soll von der äußeren Ebene der Wahrnehmung systematisch in die tiefere Ebenen des Seins und von dort wieder systematisch zurück führen. Darin eingebettet sind verschiedene Elemente mit einem klaren Aufbau. Einzelne Elemente können dem jeweiligen Übungsgrad entsprechend variiert werden. Etwa ein Drittel der Übung gilt der Wahrnehmung des Körpers. Während dieser Zeit geht es darum, Körper und Geist zu einer Einheit zu führen.
Die Entspannung (Übung) mit Yoga Nidra dauert etwa 30 Minuten und soll mit der Entspannung und dem Regenerationseffekt von zwei Stunden erholsamen Schlafs gleichzusetzen sein. Yoga Nidra entspanne vom Alltagsstress, regeneriere Körper, Geist und Seele, fördere die Kreativität und stärke das Immunsystem. In fortgeschrittenen Stadien dieser Übung sollen tiefsitzende Ängste gelöst und Selbsterkenntnis erlangt werden können.

## Ablauf der Übung
1. Vorbereitung: Shavasana (die Ruhehaltung, auch Todesstellung), Körper- und Atemwahrnehmung, Entspannung durch Achtsamkeit auf Körper, Atem und Geräusche
2. Sankalpa (im Sanskrit Vorsatz, Entschluss oder Sprache der Wahrheit). Ein kurzer positiver Leitsatz wird vom Übenden in einer eigenen klaren und einfachen Sprache formuliert, mehrfach wiederholt und dadurch in seinem Unterbewusstsein abgelegt. Der Sinn des Sankalpas liegt darin, der eigenen Persönlichkeit eine positive Richtung zu geben, sowie die innere Willenskraft und den Geist zu stärken.
3. Kreisen der Wahrnehmung durch den Körper:  Die einzelnen Körperteile werden durch das Wahrnehmen in einer immer wiederkehrenden festgelegten Reihenfolge bewusst gemacht, wobei der Name des betreffenden Körperteils jeweils gedanklich wiederholt wird. Diese Praktik erhöht den Fluss von pranischer Energie. Der von der Aufmerksamkeit berührte Körperteil kann sich entspannen und wird durch die gedankliche Wiederholung des Namens mit Energie aufgeladen. Es entsteht eine Trennung des Bewusstseins von den sensomotorischen Wahrnehmungskanälen.
4. Gegensatzpaare: Das Aufrufen von verschiedenen gegensätzlichen Empfindungen (warm/kalt, rechts/links, schwer/leicht etc.) in schnellem Wechsel soll eine Verbindung der beiden Hirnhemisphären herstellen und einen harmonisierenden Einfluss auf das Gehirn ausüben.
5. Visualisierung:  im letzten Drittel der Übung – wenn das Bewusstsein tief entspannt ist – werden verschiedene Bilder in schneller Reihenfolge visualisiert, wie z. B. "türkisfarbener See", "uralte Eiche", "vorüberziehende Wolken" etc. Dabei können auch Inhalte aus tiefen Schichten des Unterbewusstseins als Bilder auftauchen, nochmals erlebt und aufgelöst werden.
6. Wiederholung des Sankalpa (Vorsatz/Entschluss) zur Vertiefung
7. Abschluss: systematische Rückführung in die äußere Welt

## Audiobook/Audio-CD
- Swami Prakashananda Saraswati: Yoga Nidra I. Ananda Verlag Köln, ISBN 3-928831-23-2.
- Swami Prakashananda Saraswati: Yoga Nidra II. Ananda Verlag Köln 2006, ISBN 3-928831-27-5.
- Swami Prakashananda Saraswati & Chidakasha Dharana: Yoga Nidra III. Ananda Verlag, Köln 2001, ISBN 3-928831-18-6.
- Swami Prakashananda Saraswati: Yoga Nidra und Antar Mouna für Geübte CD. Ananda Verlag, Köln 2008, ISBN 978-3-928831-36-9.